# 亞利桑那鎮區 (內布拉斯加州伯特縣)
亞利桑那鎮區（英語：Arizona Township）是位於美國內布拉斯加州伯特縣的一個行政鎮區。

## 地方資料
亞利桑那鎮區的面積為189.59平方千米，當中陸地面積為186.52平方千米，而水域面積為3.06平方千米。根據2020年美國人口普查的數據，當地共有人口306人，而人口密度為每平方千米1.61人。